# Proterodiplosis radicis
Proterodiplosis radicis är en tvåvingeart som beskrevs av Colin W. Wyatt 1963. Proterodiplosis radicis ingår i släktet Proterodiplosis och familjen gallmyggor. Inga underarter finns listade i Catalogue of Life.